# Apião
Apião (Oásis de Siuá, c. 20 a.C. – Roma, c. 45—48 d.C.) foi um gramático, sofista e estudioso de Homero greco-egípcio. Nasceu no oásis de Siuá, no Egito e viveu na primeira metade do século I.
Estudou em Alexandria e dirigiu uma delegação enviada a Calígula em 38 pelos alexandrinos para se queixar dos judeus e dos privilégios que lhes concederam em Alexandria. As suas acusações foram respondidas por Flávio Josefo na obra Contra Apião. Assentou-se em Roma  e ensinou retórica até o reinado de Cláudio.
Apião era um homem muito trabalhador e de muita erudição, mas extremamente vaidoso. Escreveu várias obras, nenhuma das quais perdurou. A conhecida história Androclo e o Leão, preservada por Aulo Gélio, pertence aos seus trabalhos. Fragmentos das suas obras aparecem em Etymologicum Gudianum.